# Johanna Charlotte Unzer
Johanna Charlotte Unzer (Halle, 17 de novembre de 1724 - Altona-Altstadt, 29 de gener de 1782) va ser una poeta i filòsofa de la Il·lustració famosa pel seu treball en favor de l'educació de les dones, a les quals també va voler facilitar l'accés a la filosofia. Va ser també coneguda per la seva poesia anacreòntica.

## Biografia
Unzer néixer en el si d'una família culta a Halle, centre neuràlgic del pietisme. El seu pare, Johann Gotthilf Ziegler, era un organista, compositor i professor de música que va estudiar amb Johann Sebastian Bach, i la seva mare era fabricant de rellotges. Va aprendre literatura i filosofia de manera autodidacta. El 1751 es va casar amb Johann August Unzer.
Es va dedicar fonamentalment a la poesia i a la filosofia, disciplina des de la qual abordava qüestions com l'espai i el temps, la casualitat i la necessitat, el cos i l'ànima o l'existència de Déu. El seu primer llibre de filosofia, Grundriß einer Weltweißheit für das Frauenzimmer, es va publicar el 1751. En ell explica els conceptes fonamentals de la filosofia amb paraules entenedores atès que estava dotada de gran capacitat pedagògica. Aquell mateix any es va publicar un llibre de poemes titulat Versuch in Scherzgedichten. En anys següents va publicar diversos llibres de poesia.
Va ser una de les més significatives autores alemanyes de poesia anacreòntica (composició lírica en vers d'art menor que canta als plaers de la vida, el vi i l'amor). Va escriure cançons per a beure «carregades d'al·lusions pastorals, cançons de coqueteig alegre, odes racionalistes i poemes a la naturalesa».
Va rebre el premi imperial Dichterkrone el 1753 i la corona triomfal de la Universitat de Helmstedt el mateix any. Va morir el 1782 a l'edat de 57 anys.

## Obra publicada
- Grundriß einer Weltweißheit für das Frauenzimmer, 1751.
- Grundriß einer natürlichen Historie und eigentlichen Naturlehre für das Frauenzimmer, 1751.
- Versuch in Scherzgedichten, 1751.
- Versuch in sittlichen und zärtlichen Gedichten, 1754.
- Fortgesetzte Versuche En sittlichen und zärtlichen Gedichten, 1766.

- Nachricht, Fráncfort am Principal, 1991.
- Der Sieg der Liebe, Fráncfort am Principal, 1991.
- Dado Sommernacht, Fráncfort am Principal, 1991.